# Heródio

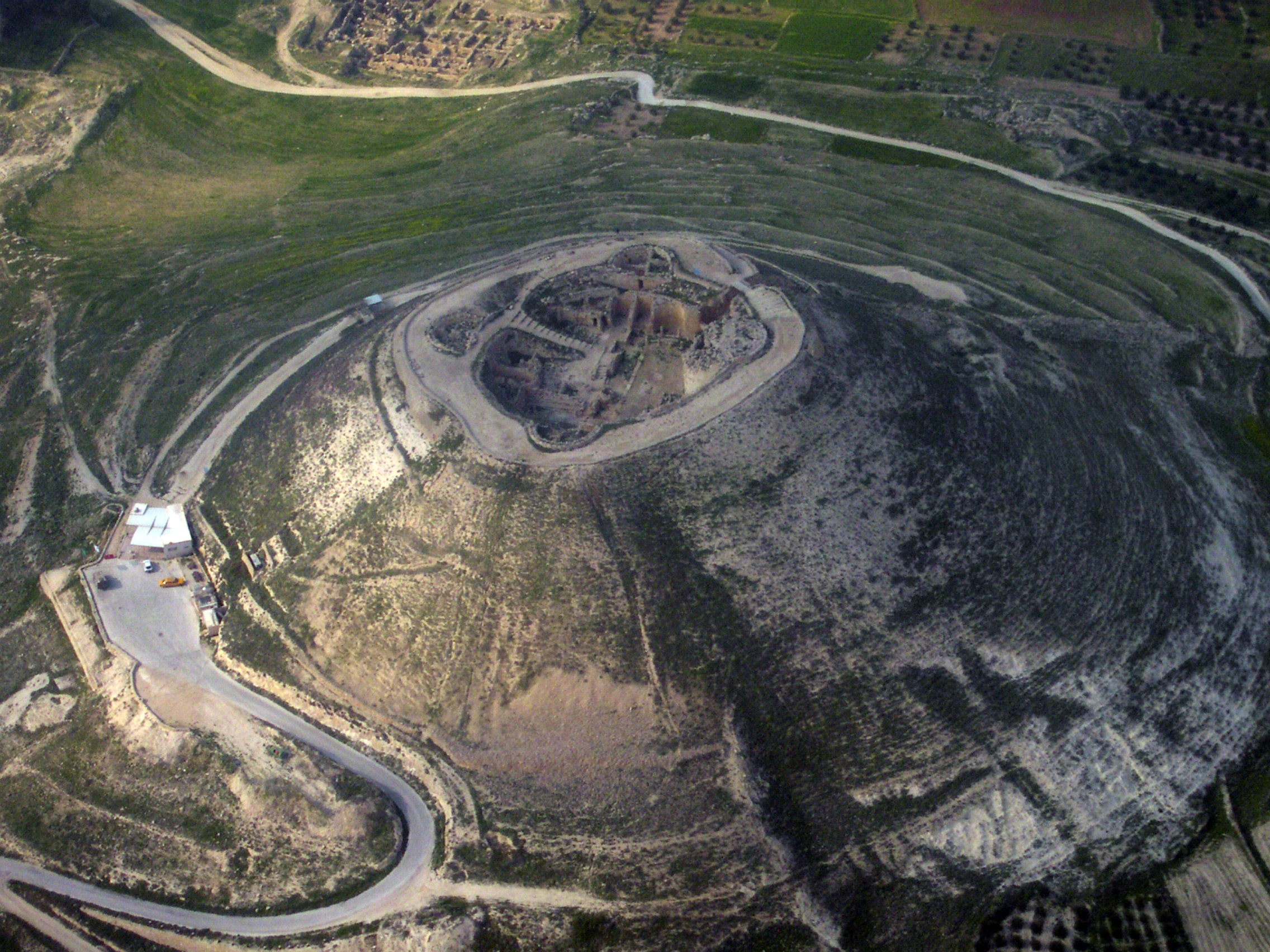
O Heródio

O Heródio (em latim: Herodium; hebreu: הרודיון) é uma colina a 12 km a sul de Jerusalém, no deserto da Judeia. É simultaneamente uma montanha estranha e um artefa(c)to ameaçador no deserto. É uma imensa colina circular que de certo ponto para cima repentinamente e sem motivo aparente, assume o formato de um tronco de cone.
Herodes, o Grande construiu neste local um palácio fortificado onde foi posteriormente enterrado, no ano 4, mesmo não havendo nenhum motivo para que se construísse isto ali. Duas gerações mais tarde, durante a Grande Revolta, rebeldes judeus esconderam-se das legiões romanas no Heródio. E, 60 anos após isto, na Revolta de Barcoquebas, outra tropa de guerrilha judeia enfurnou-se no Heródio e tornou-o um forte impenetrável, assegurando-o por três anos contra os melhores soldados de Roma.